# Europees kampioenschap voetbal 2008 (Groep A) Turkije - Tsjechië
Dit artikel gaat over de wedstrijd in de groepsfase in groep A tussen Turkije en Tsjechië gespeeld op 15 juni 2008 tijdens het Europees kampioenschap voetbal 2008.

## Voorafgaand aan de wedstrijd
Indien de wedstrijd in een gelijkspel zou eindigen, zou de uitslag bepaald worden door een afsluitende penaltyreeks, zonder dat daar een verlenging aan vooraf zou gaan. Na de twee voorafgaande wedstrijden in de poule hadden Turkije en Tsjechië elk drie punten alsmede een identiek doelsaldo van 2-3.
Een eventuele penaltyreeks in de groepsfase zou een primeur zijn voor het Europees kampioenschap voetbal mannen.

## Wedstrijdgegevens

De basisopstellingen van beide landen.

| Datum                | 15 juni 2008                  | 15 juni 2008                  |
| Stadion              | Stade de Genève, Genève       | Stade de Genève, Genève       |
| Toeschouwers         | 30.000                        | 30.000                        |
| Scheidsrechter       | Peter Fröjdfeldt              | Peter Fröjdfeldt              |
| Assistenten          | Henrik Andrén Stefan Wittberg | Henrik Andrén Stefan Wittberg |
| Vierde man           | Grzegorz Gilewski             | Grzegorz Gilewski             |
| Man van de wedstrijd | Nihat Kahveci                 | Nihat Kahveci                 |
|                      | Turkije                       | Tsjechië                      |
| Doelpunten           | 3                             | 2                             |
| Gele kaarten         | 4                             | 2                             |
| Rode kaarten         | 1                             | 0                             |
| Wissels              | 3                             | 3                             |
| Schoten op doel      | 10                            | 5                             |
| Schoten naast doel   | 5                             | 9                             |
| Overtredingen        | 14                            | 16                            |
| Hoekschoppen         | 5                             | 2                             |
| Buitenspel           | 0                             | 1                             |
| Vrije trappen        | 17                            | 14                            |
| Strafschoppen        | 0                             | 0                             |
| Balbezit (tijd)      |                               |                               |
| Balbezit (%)         | 59                            | 41                            |

| Turkije | 3 – 2           | Tsjechië |
| Arda Turan 75' Nihat Kahveci 87' 89' | goals (assists) | 34' Jan Koller 62' Jaroslav Plašil |
| Fatih Terim | bondscoach      | Karel Brückner |
| Volkan Demirel Servet Çetin Hakan Balta Mehmet Topal 57' Mehmet Aurélio Nihat Kahveci Semih Şentürk 46' Emre Güngör 63' Arda Turan Tuncay Şanlı Hamit Altıntop | opstellingen    | Petr Čech Zdeněk Grygera Jan Polák Tomáš Galásek Marek Jankulovski 84' Libor Sionko Jan Koller 39' Marek Matějovský 80' Jaroslav Plašil Tomáš Ujfaluši David Rozehnal |
| Emre Aşık 63' Colin Kâzım-Richards 57' Sabri Sarıoğlu 46' | wissels         | 84' Stanislav Vlček 80' Michal Kadlec 39' David Jarolím Milan Baroš                                                                                                   |
| Mehmet Topal 6' Mehmet Aurélio 10' Arda Turan 64' Emre Aşık 73'                                                                                                | gele kaarten    | 80' Tomáš Galásek 90+4' Tomáš Ujfaluši 90+5' Milan Baroš |
| Volkan Demirel 90+2' | rode kaarten    | |

## Trivia
- Milan Baroš kreeg een gele kaart wegens commentaar op de leiding terwijl hij niet in het veld stond. Hij was op dat moment een reservespeler.
- Doelman Volkan Demirel kreeg in de 92e minuut nog rood voor het omver duwen van Jan Koller in het strafschopgebied. Omdat Turkije alle wissels al had gebruikt moest veldspeler Tuncay Şanlı op goal. Omdat op het moment van de duwpartij de bal buiten het spel was, werd er geen penalty aan Tsjechië toegekend.
- De wedstrijd werd na afloop ook wel "het wonder van Genève" genoemd, een verwijzing naar het Wonder van Bern.
- Daags na de wedstrijd werd bekendgemaakt, dat Tomáš Galásek stopte als international. Galásek heeft 69 interlands gespeeld. Hierin scoorde hij één keer. Ook Jan Koller stopte als international. Koller speelde 90 interlands en scoorde hierin 55 keer. Hiermee is Koller topscorer aller tijden voor de Tsjechische nationale ploeg.[2]

## Overzicht van wedstrijden
| Groepswedstrijden | | | |
| Groep A | Groep B | Groep C | Groep D |
| Zwitserland - Tsjechië Portugal - Turkije Tsjechië - Portugal Zwitserland - Turkije Zwitserland - Portugal Turkije - Tsjechië | Oostenrijk - Kroatië Duitsland - Polen Kroatië - Duitsland Oostenrijk - Polen Oostenrijk - Duitsland Polen - Kroatië | Roemenië - Frankrijk Nederland - Italië Italië - Roemenië Nederland - Frankrijk Nederland - Roemenië Frankrijk - Italië | Spanje - Rusland Griekenland - Zweden Zweden - Spanje Griekenland - Rusland Griekenland - Spanje Rusland - Zweden |
| Kwartfinales | | | |
| Portugal - Duitsland | Kroatië - Turkije | Nederland - Rusland | Spanje - Italië                                                                                                   |
| Halve finales | | | |
| Duitsland - Turkije | Duitsland - Turkije                                                                                                  | Rusland - Spanje | Rusland - Spanje                                                                                                  |
| Finale | | | |
| Duitsland - Spanje | | | |